# 交通街道 (鹰潭市)
交通街道，是中华人民共和国江西省鹰潭市月湖区下辖的一个乡镇级行政单位。

## 行政区划
交通街道下辖以下地区：
商城社区、胜西社区、新广场社区、百佳城社区、站江社区、莲花社区、磷肥厂社区、化工厂社区、二二三队社区、龙源社区、育新社区和农校社区。